# Casa l'Amorós
La Casa l'Amorós és una obra gòtica de Salàs de Pallars (Pallars Jussà) inclosa a l'Inventari del Patrimoni Arquitectònic de Catalunya.

## Descripció

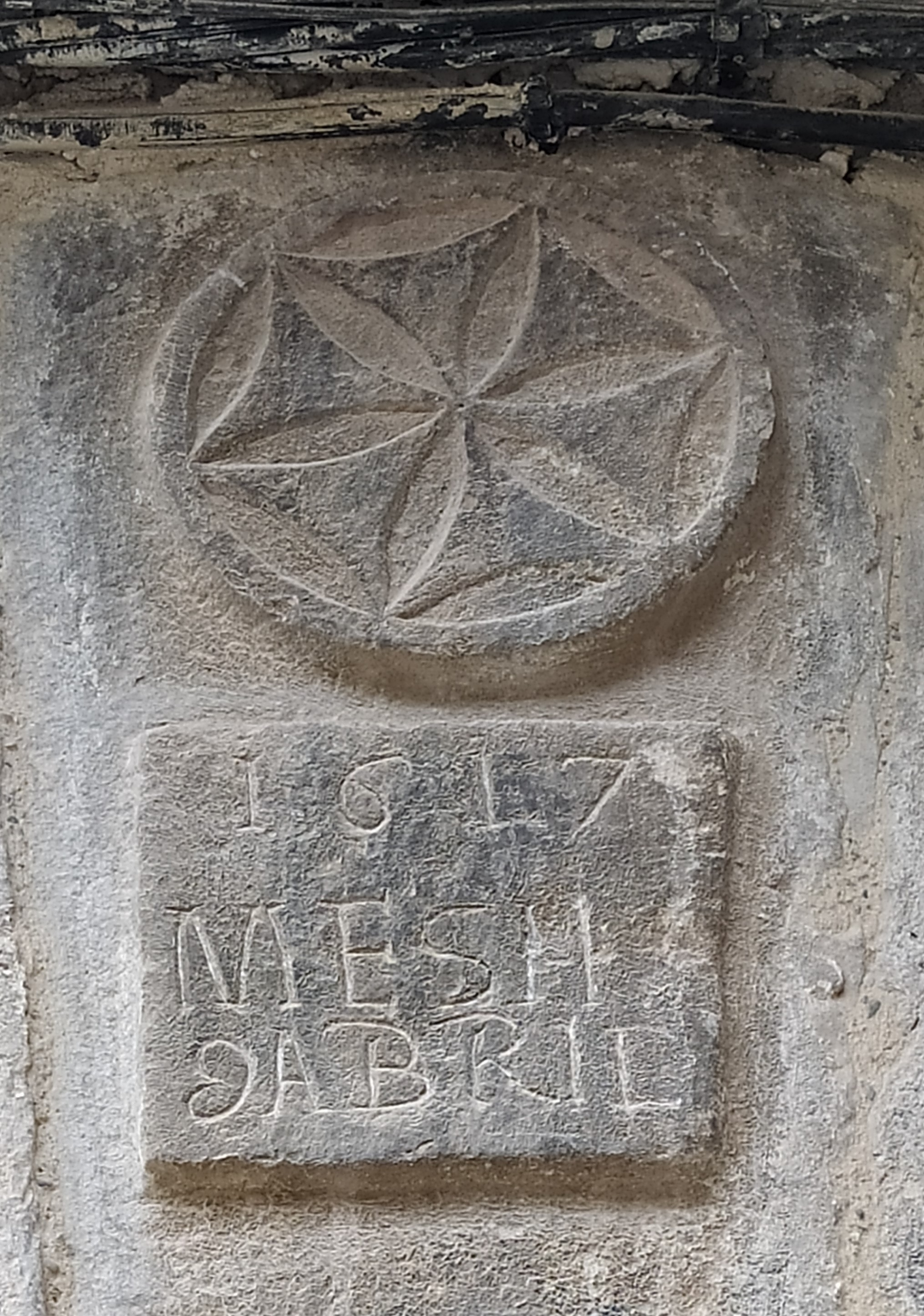
L'escut i l'escrit de la porta de Casa l'Amorós

Antiga casa pairal de tres plantes d'alçada, cellers i golfes. És un edifici entre mitgeres, estret, amb parcel·la gòtica i façana a la vella plaça medieval, destacant la porta dovellada amb escut i data. Els murs són de carreus de pedra reblats.
La coberta de teula àrab sobresurt protegint les golfes obertes al carrer. Forma part de l'antiga vila medieval que conserva la tipologia del segle xv.

## Història
1617 és la data que figura a la pedra clau de la porta dovellada.